# Quintino Scolavino
Quintino Scolavino (Bagnoli Irpino, 1945 – Napoli, 12 novembre 2020) è stato un pittore italiano.

## Biografia
Nasce a Bagnoli Irpino, ma negli anni cinquanta si trasferisce con la famiglia a Napoli. Produttore di oggetti in forma d'arte, nel 1966 è tra i fondatori del Gruppo Studio P.66. Redige con questo il Manifesto dell'Unifilm ed attiva show-off in varie città del Sud. Nel 1968 presenta al Teatro ESSE lo spettacolo-oltre La presa del comodino con testi di Pierre Restany. Nelle False tele antiche (dal 1974 al 1977) introduce costruzioni-ostruzioni, per passaggi minimali dell'agire quotidiano, mediate da cancellazioni-destrutturazioni. Per un breve periodo, si apre alla video arte e aderisce al Centro de Arte y Comunicación di Buenos Aires partecipando a diversi Encounter on video, a Barcellona, Anversa, Caracas, Città del Messico, Tokyo. In questo periodo partecipa a numerose rassegne nazionali ed internazionali. Nel 1982, invitato alla Biennale di Venezia, presenta Fare orecchio da mercante, Porco cane!, Gioco-Giogo e Replica. Insieme a vari altri artisti europei ed americani espone al Lijnbaan Museum di Rotterdam Sculpture '83. Nel 1996 presenta Pavone cosmico presso l'Osservatorio di Capodimonte. Nel 2001 realizza Strabico nella stazione Salvator Rosa della metropolitana di Napoli.

## Principali esposizioni
- X Quadriennale, Palazzo delle Esposizioni, Roma (1975)
- VI Encounter Cayc, Museo de arte contemporaneo, Caracas (1976)
- 15 Anni d'arte in Italia, Museo civico d'arte moderna, Torino (1977)
- X Encouner on video Cayc, Japan National Committee, Tokyo (1978)
- Biennale di Venezia, Magazzini del sale, Venezia (1982)
- Sculpture '83, Lijnbaan Museum, Rotterdam (1983)
- Paesaggio sismico, Villa Letizia, Napoli (1988)
- Oggetti espropriati: I Trasferibili, Framart studio, Napoli
- Paesaggio con rovine, Gibellina (1992)
- Orologio ad acqua, Stazione zoologica Anton Dohrn (1995)
- Sidereus nuncius, Osservatorio astronomico di Capodimonte, Napoli (1996)
- La Flors enversa, Real Orto Botanico, Napoli (1996)
- Anteprima di stampa, Teatro di Villa Patrizi, Napoli (1997)
- Les Poissons, Musée Océanographique de Monaco, Museo Oceanografico di Monaco (1998)
- Viaggiatori senza bagaglio, Museo nazionale ferroviario di Pietrarsa, Portici (1999)
- Capodopera a Capodimonte. Un Millennio fa, Framart studio, Napoli (1999 - 2000)
- Cartolina per Napoli, Palazzo reale di Napoli (2000)
- Emporium (Orologio ad acqua), Museo archeologico nazionale, Napoli (2000)
- Castelli in aria, Castel Sant'Elmo, Napoli (2000)
- Strabico, installazione permanente presso il Museo Obbligatorio della Metropolitana di Napoli, Stazione Salvator Rosa, Napoli (2002)
- È mare e rame, installazione permanente presso il Royal-Continental di Napoli (2005)
- Impossibili, Chiesa dell'Incoronata, Soprintendenza di Palazzo Reale, Napoli (2005)
- Orsa Maggiore, installazione permanente presso il Parco dell'Osservatorio Astronomico di Capodimonte, Napoli (2007)
- A taglio, Rezzuti e Scolavino, Polo Museale di Napoli, Castel Sant'Elmo (2009)
- Per una collezione: Alfano, Scolavino, Vettor Pisani, Galleria Varart, Firenze (2010)
- L'Histoire du Mariage Princier, Musée océanographique de Monaco (2011)
- Transiti d'arte, present., Galleria d'Arte Moderna di Roma (2012)
- Save the Skin, Museo Madre di Napoli (2012)
- Pompeiana, Collezione degli Affreschi, Museo archeologico nazionale Napoli (2012)
- La memoria è quello che viene prima, Palazzo delle Arti di Napoli (2014)
- Concerto per archi e fili d'erba, Museo Archeologico di Napoli e Certosa di San Giacomo a Capri (2016/2017)
- Per formare una collezione, Museo Madre, "Fare orecchio da mercante", (2018)